# دارخزک‌های استرالزی
دارخزک‌های استرالزی (نام علمی: Climacteris) نام یک سرده از تیره دارخزکان استرالزی است.